# Commercial Lunar Payload Services
Commercial Lunar Payload Services (littéralement « Services de charges utiles lunaires ») ou CLPS est un programme de l'agence spatiale américaine, la NASA, dont l'objectif est de transporter à la surface de la Lune des instruments scientifiques, des équipements et des engins spatiaux (astromobiles).
Pour optimiser les coûts, l'ensemble des opérations est confié à des opérateurs privés, de la conception de l'engin spatial chargé de déposer la charge utile à la surface de la Lune jusqu'au déploiement sur le sol lunaire, en passant par l'intégration de la charge utile et le lancement. La forme de la prestation demandée est similaire à celle du programme COTS consacré au transport de fret vers la Station spatiale internationale : elle donne une entière autonomie aux constructeurs des atterrisseurs lunaires en échange d'une prise de risques acceptée et ceux-ci peuvent compléter les instruments scientifiques et expériences sélectionnés par la NASA avec des charges utiles commerciales. La prestation est payée par la NASA à un cout fixe qui s'élève au début du programme à 1 million USD par kilogramme transporté.
Le programme CLPS est mis sur pied en 2018 pour répondre au regain d'intérêt pour la Lune, qui s'est notamment traduit par le lancement du projet de station spatiale lunaire Lunar Gateway, puis le retour prévu à courte échéance (initialement en 2024) de l'homme sur la Lune dans le cadre du programme Artemis. Les équipements et instruments déposés à la surface de la Lune, parmi lesquels l'astromobile (rover) VIPER chargé d'analyser la glace d'eau présente dans les cratères du pôle Sud, doivent notamment préparer les expéditions humaines. Le programme dispose d'une enveloppe de 2,6 milliards USD pour la période courant jusqu'à novembre 2028.
Plusieurs sociétés développant des atterrisseurs lunaires sont sélectionnées pour placer des dizaines de charges utiles technologiques ou scientifiques sur le sol lunaire dans le cadre de missions programmées initialement entre 2021 et 2023 : Astrobotic Technology (atterrisseurs Peregrine et Griffin), Intuitive Machines (atterrisseurs Nova-C), Masten Space Systems (atterrisseur XL-1), Firefly Aerospace (atterrisseur Blue Ghost).  Ces engins sont capables de déposer une charge utile comprise entre 100 et 450 kilogrammes.
Début 2025, neuf missions sont planifiées et deux missions du programme ont été réalisées avec un succès globalement mitigé : échec de Peregrine Mission One et succès partiel de Intuitive Machines One. À la suite de la faillite de Masten, un nouveau fournisseur, Draper, est sélectionné. Par ailleurs, le développement de l'atterrisseur Griffin est mis en suspens en raison de l'abandon par la NASA en juillet 2023 du développement de l'astromobile VIPER, qui a justifié sa construction. Un rapport de l'audit interne de la NASA publié en juin 2024 constate que l'agence spatiale ne respecte pas la démarche prévue (large autonomie laissée aux sociétés contractantes en échange d'une prise de risques importants), ce qui contribue aux retards. Il met en évidence que le programme a des objectifs trop ambitieux concernant les coûts et délais, compte tenu de l'expérience limitée des entreprises impliquées, de leur fragilité financière et des modifications introduites en cours de développement dans les cahiers des charges. Il estime que les objectifs de ce programme (lancement de deux missions par an) ne seront pas remplis.

## Contexte

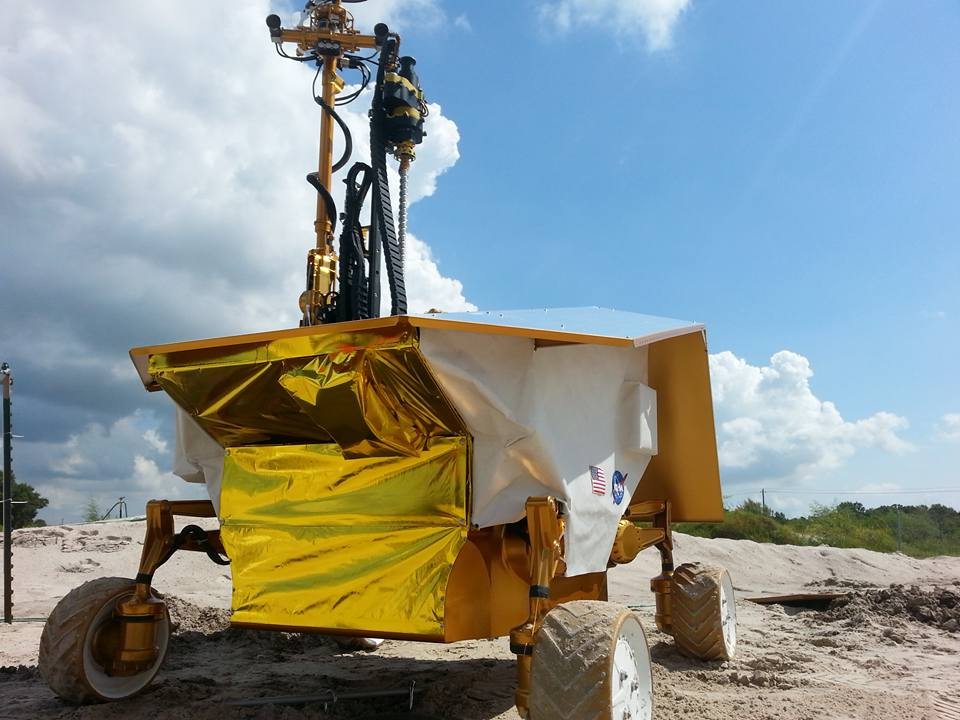
Le prototype Resource Prospector.

Après l'annulation en avril 2018 du projet Resource Prospector (en), dont l'objectif était de prospecter au sol les ressources lunaires à l'aide d'un astromobile lourd téléguidé, la direction de la NASA annonce qu'elle confiera la dépose de missions robotiques sur la surface lunaire à des sociétés privées dans le cadre d'un programme baptisé Commercial Lunar Payload Services, à l'image de ce qui a été fait pour le ravitaillement et la relève des équipages de la Station spatiale internationale (programmes COTS et CCDeV). L'objectif du nouveau programme est de réduire les coûts de l'exploration de la Lune et d'accélérer les missions de retour d'échantillons et de prospection de ressources ainsi que de promouvoir l'innovation et la croissance des sociétés commerciales du secteur.

## Sélection des constructeurs des atterrisseurs

### Pré-sélection
Après avoir soumis un cahier des charges provisoire en septembre, la NASA annonce en novembre qu'elle a pré-sélectionné neuf sociétés susceptibles de répondre à l'appel d'offres définitif qui a été lancé courant 2019. Le programme dispose d'un budget de 2,6 milliards USD sur les dix années suivantes. Les sociétés pré-sélectionnées sont :
- Astrobotic Technology (Pittsburgh) ;
- Deep Space Systems (Littleton, Colorado) ;
- Draper (Cambridge, Massachusetts) ;
- Firefly Aerospace (Cedar Park, Texas) ;
- Intuitive Machines (Houston) ;
- Lockheed Martin Space (Littleton, Colorado) ;
- Masten Space Systems (Mojave, Californie) ;
- Moon Express (Cape Canaveral, Floride) ;
- OrbitBeyond (en) (Edison, New Jersey).

### Choix des trois constructeurs (juin 2019)
La NASA sélectionne le 3 juin 2019 trois des neuf sociétés, à savoir Astrobotic Technology, Intuitive Machines et OrbitBeyond, pour le développement d'un atterrisseur lunaire. Celles-ci vont recevoir 250 millions USD en contrepartie de la dépose sur le sol de 23 charges utiles.

### Développement de l'astromobileVIPERet de l'atterrisseur lourdGriffin(octobre 2019)
En octobre 2019, la NASA décide de développer l'astromobile (rover) VIPER, dans le but d'étudier la glace d'eau présente dans le régolithe du fond des cratères situés au pôle Sud de la Lune. L'eau pourrait jouer un rôle important pour les séjours à la surface de la Lune d'équipages d'astronautes, en fournissant les consommables nécessaires — oxygène, eau consommable et ergols — grâce aux technologies d'utilisation des ressources in situ. L'engin spatial, qui doit être lancé vers décembre 2022, fait partie des missions développées dans le cadre du programme Artemis. Il emporte une foreuse et trois instruments destinées à analyser la surface de plusieurs zones contenant de la glace d'eau,,. La dépose du rover de 430 kg sur le sol lunaire est confiée à la société Astrobotic Technology de Pittsburgh (Pennsylvanie). Celle-ci a été sélectionnée en juin 2020 dans le cadre du programme CLPS pour développer l'engin Griffin, chargé de déposer VIPER en 2023 sur le sol lunaire.

### Masten remplace OrbitBeyond (avril 2020)
Fin juillet 2019, OrbitBeyond décide de retirer sa proposition en raison de problèmes internes. En avril 2020, NASA sélectionne à la place la société Masten Space Systems, qui développe l'atterrisseur XL-1.

### Sélection d'un quatrième fournisseur,Firefly(février 2021)
La NASA sélectionne le 4 février 2021 une quatrième société, Firefly Aerospace de Cedar Park (Texas). Dans le cadre d'un contrat de 93,3 million USD, l'engin spatial de la société doit déposer sur la Lune en 2023 dix instruments et démonstrateurs technologiques de la NASA, d'une masse totale de 94 kg. Firefly développe dans ce but l'atterrisseur Blue Ghost. Cet atterrisseur est développé avec l'assistance de IAI. Lancé par une fusée Falcon 9, il est capable de déposer une charge utile de 150 kg à la surface de la Lune.

### Sélection du nouveau fournisseur Draper (juin 2022)
En juin 2022, l'agence spatiale américaine sélectionne un nouveau fournisseur, l'institut de recherche Draper de Cambridge, pour le développement de la mission robotique SERIES-2. Draper propose d'utiliser l'atterrisseur APEX 1.0, qui sera conçu par la société japonaise ispace technologies sur la base de ses petits atterrisseurs lunaires Hakuto-R, dont le vol inaugural a lieu fin 2022.

### Faillite de Masten (juillet 2022)
En juillet 2022, la société Masten, qui a été sélectionné pour réaliser une des missions du programme CLPS (Masten Mission One), se déclare en faillite. La mission est annulée.

### Conséquences de l'abandon de l'astromobileVIPER(juillet 2024)
En juillet 2024, la NASA annonce l'abandon du développement de l'astromobile lunaire VIPER, qui est entré dans une phase finale de test et dont le lancement était programmé en septembre 2025. Compte tenu de l'avancement du projet, cette annulation est fortement critiquée à la fois par des membres du Congrès américain et par la communauté scientifique. L'agence spatiale américaine justifie sa décision en mettant en avant des dépassements de délais et de coût récurrents du projet, à la fois au niveau de l'astromobile (coût passé de 434 à 610 millions US$) et de l'atterrisseur lourd Griffin, conçu pour cette mission (coût passé de 199,5 à 300 millions US$), et la nécessité d'ajouter 100 millions US$ pour pouvoir procéder au lancement sans garantie de résultat. Par ailleurs, la NASA indique que la décision du Congrès de réduire son budget pour 2024 de 525 millions US$ ne lui permet pas de faire face à ces dépassements sans sacrifier des missions scientifiques plus importantes. Le lancement de Griffin est néanmoins maintenu (la NASA s'engage à verser les 323 millions US$),  mais a priori sans charge utile (la NASA propose un simulateur de masse), car l'atterrisseur très spécialisé ne dispose pas des fonctions nécessaires à l'emport d'expériences, notamment en matière de télécommunications et d'énergie. Il n'est néanmoins pas certain que Astrobotic veuille procéder au lancement,,,,.

## Bilan du programme par l'audit interne de la NASA (2024)
En juin 2024, l'audit interne de la NASA publie un rapport faisant un bilan du programme CLPS. Il constate un dérapage important à la fois des budgets (en moyenne 208,2 millions US $ par contrat) et des délais (en moyenne 14 mois). Par ailleurs, il met en avant que la NASA a complètement modifié la démarche initiale, qui donnait une autonomie complète aux sociétés sélectionnées et prévoyait d'incrémenter progressivement la complexité des missions. Contrairement aux intentions à l'origine du programme, l'agence spatiale américaine a voulu réduire au maximum les risques en multipliant les contrôles et en demandant des rapports détaillés, ce qui a une un effet négatif à la fois sur les coûts et sur les délais. Les problèmes rencontrés dans le développement de l'atterrisseur Griffin, conçu pour transporter l'astromobile VIPER, sont à ce titre symptomatiques. Le planning prévu (en moyenne 30 mois entre la signature du contrat et le lancement) était beaucoup trop ambitieux. Le choix d'un prix ferme, qui suppose des conditions optimales (cahier des charges figé, entreprises expérimentées, risques techniques limités...) n'était pas adapté à la situation : les industriels qui se sont engagés dans le programme sont relativement peu expérimentés, sont confrontés à des problèmes techniques et rencontrent des difficultés de financement accentuées par les retards et surcoûts ainsi que par l'absence d'un véritable débouché commercial (prévu à l'origine pour rentabiliser le développement). Le rapport estime que les objectifs du programme, financé à hauteur de 2,6 milliards US$ pour la période allant jusqu'en 2028 (lancement de deux missions par an), ne seront pas remplis.

## Sélection des charges utiles

### Sélection d'instruments développés par les établissements de la NASA (février 2019)

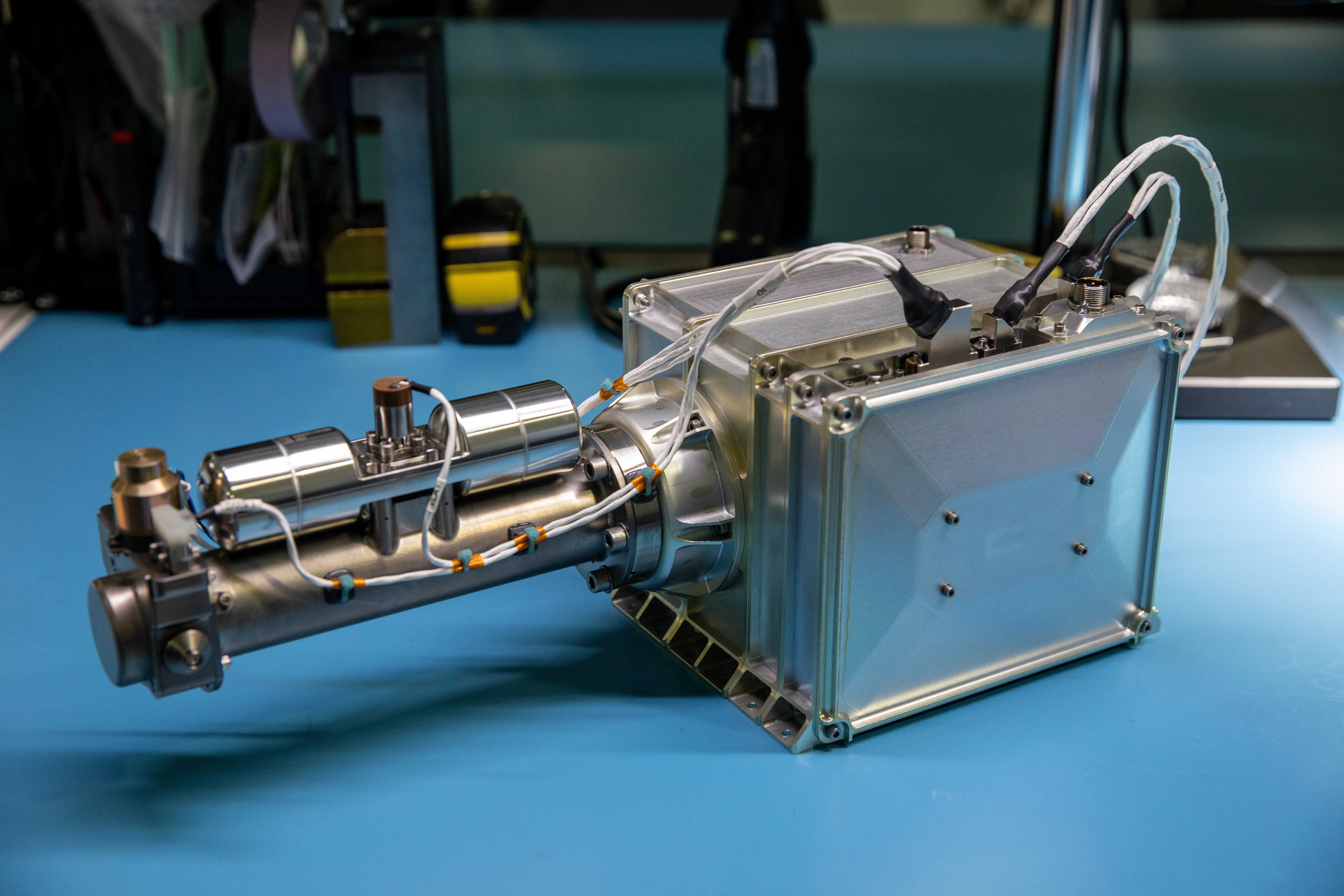
Spectromètre de masse MSolo.

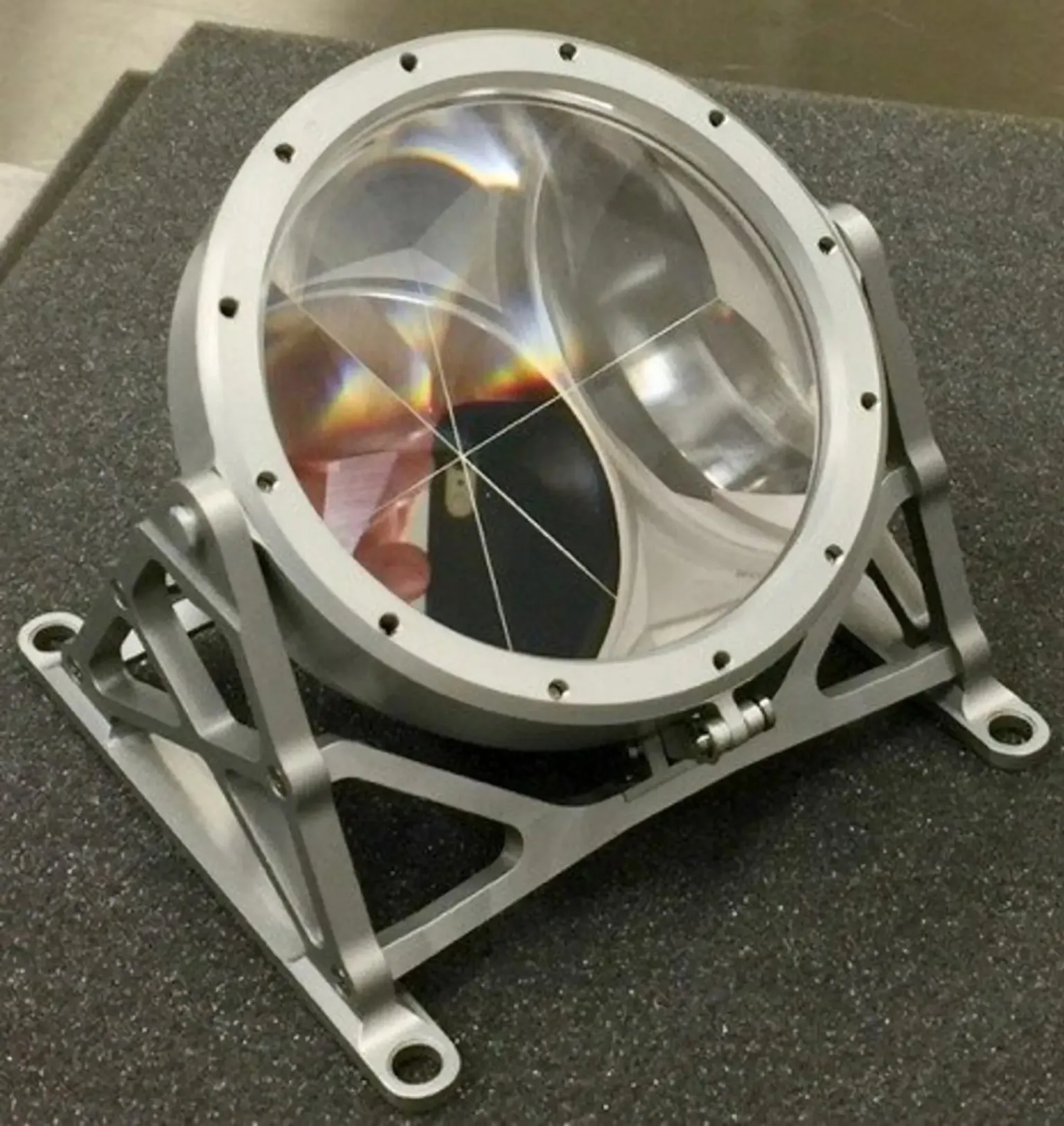
Rétro-réflecteur NGLR.

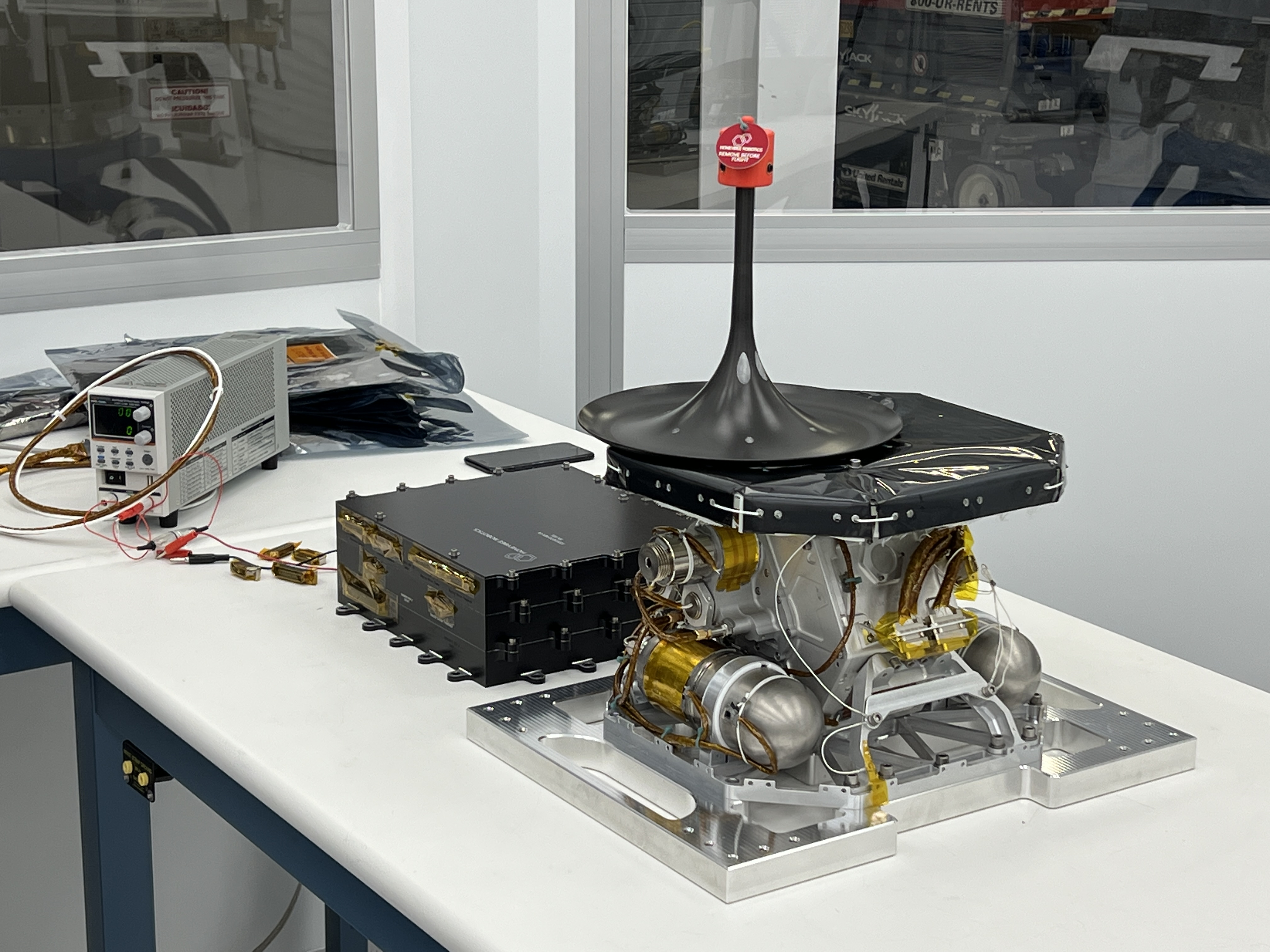
Instrument LISTER.

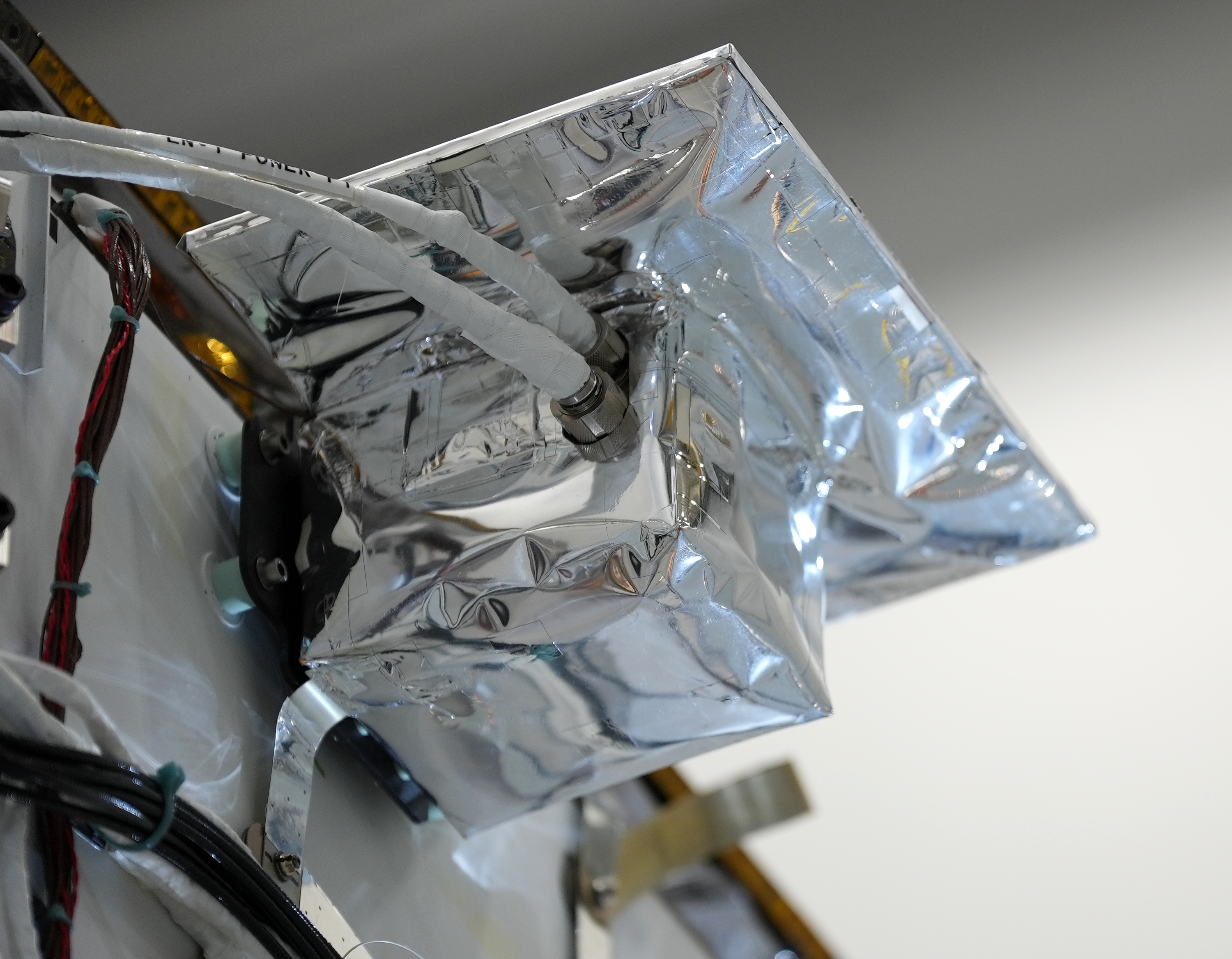
L'équipement de navigation autonome LN-1.

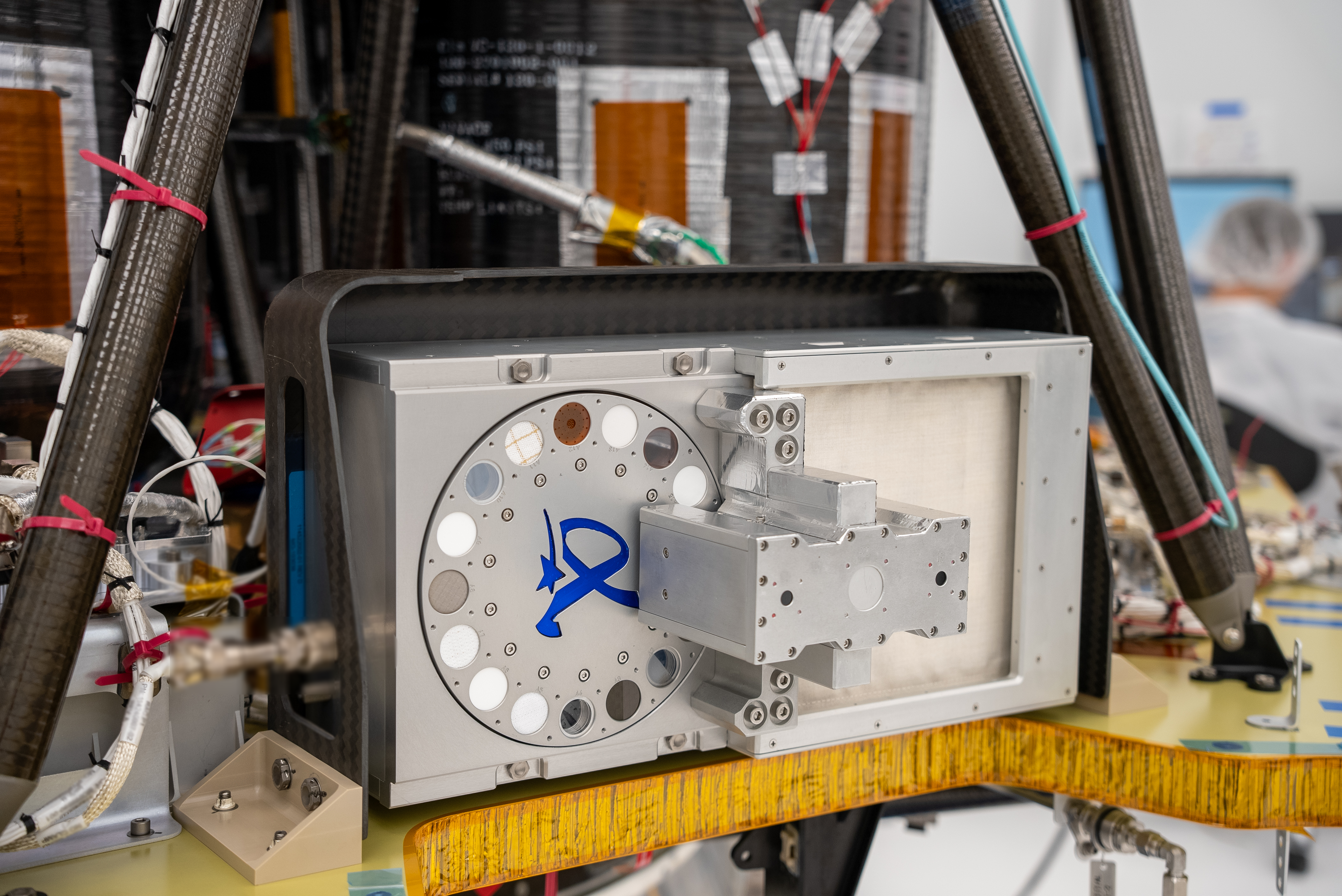
Expérience RAC sur l'abrasivité des matériaux par le régolithe lunaire.

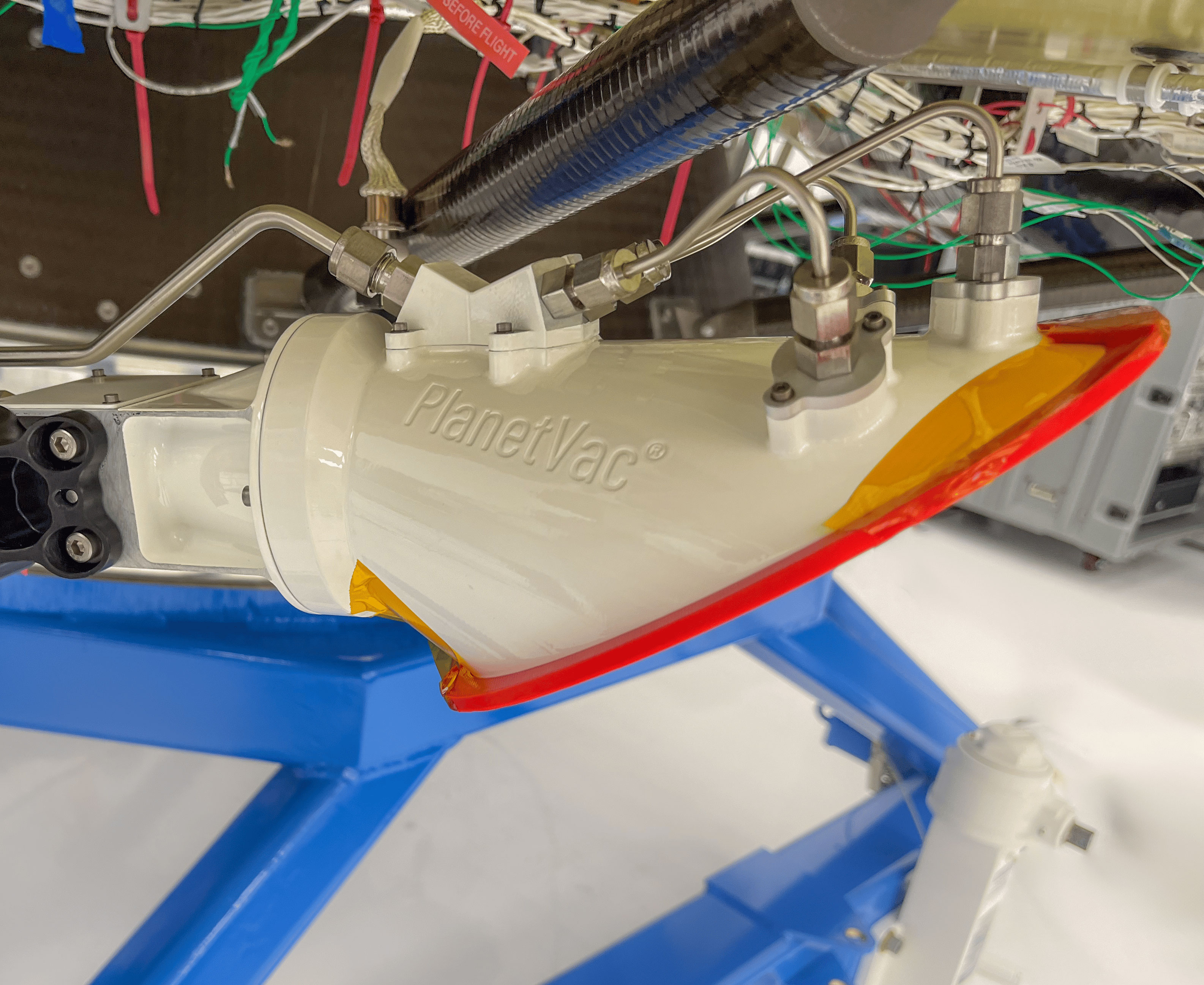
Collecteur de poussière lunaire VAC.

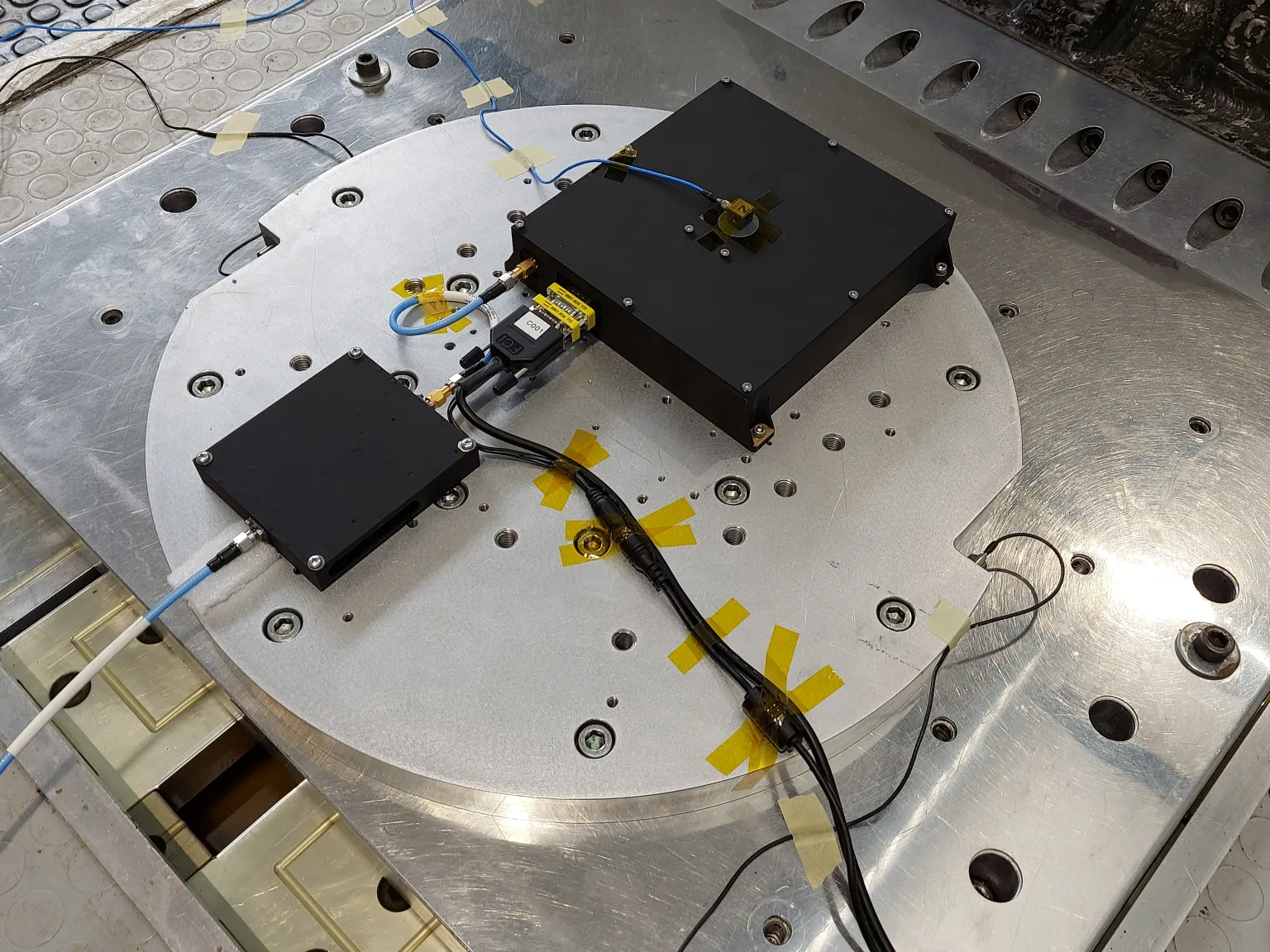
Récepteur GPS LuGRE.

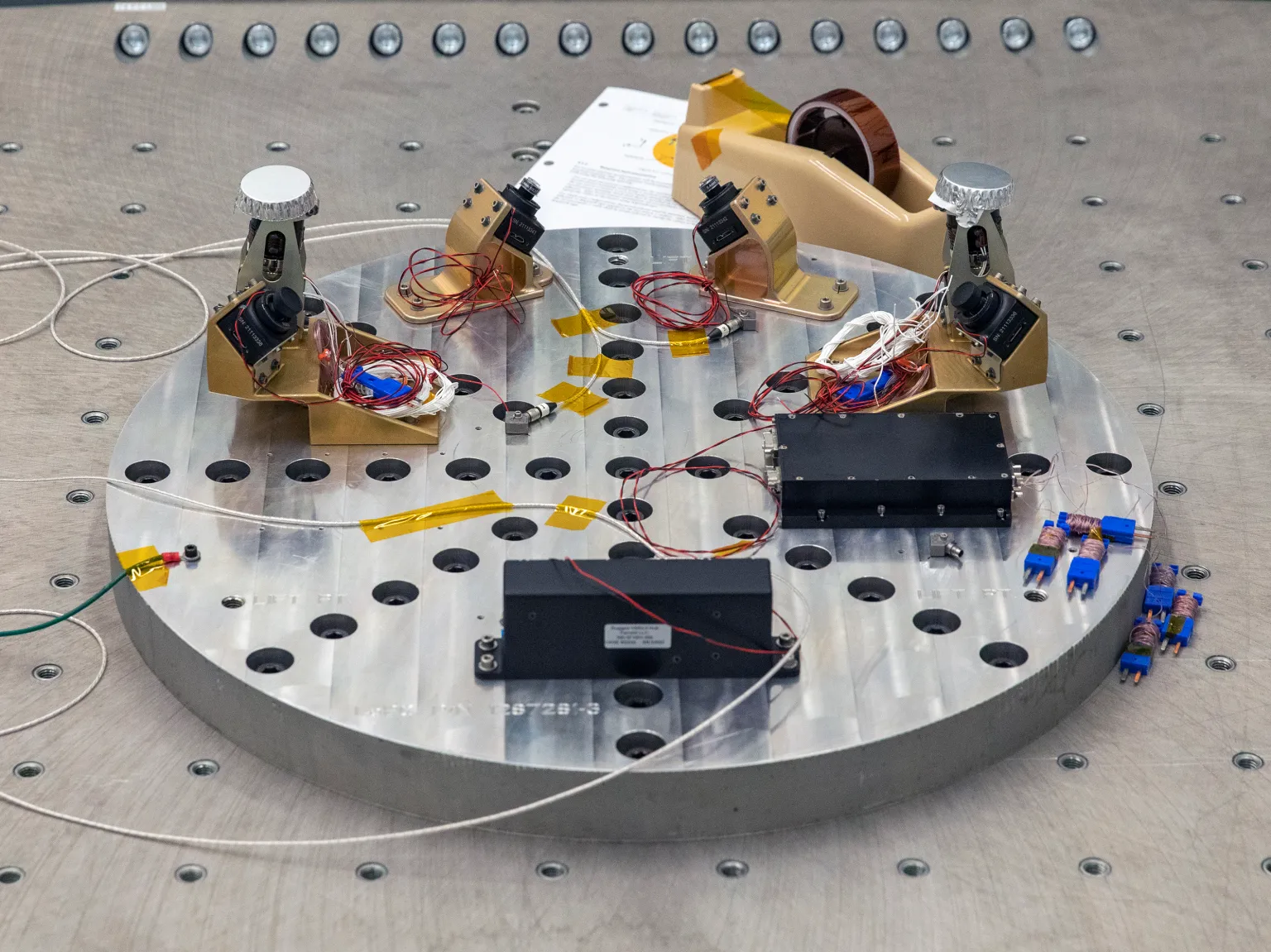
Caméras stéréos SCALPSS.

L'agence spatiale sélectionne en février 2019 douze instruments et démonstrateurs technologiques développées par les établissements de la NASA. Les premières charges utiles devraient être disponibles fin 2019 mais le premier lancement ne doit pas avoir lieu avant 2020/2021. Les 12 instruments des centres de la NASA sélectionnés sont : 
- un spectromètre à transfert d'énergie linéaire conçus pour mesurer les rayonnements à la surface de la Lune (LETS) ;
- trois instruments permettant d'évaluer les ressources lunaires : 
  - le spectromètre fonctionnant en proche infrarouge NIRVSS mesure les volatiles situés à la surface. Il est testé in situ avant d'être embarqué à bord de l'astromobile VIPER lancé en 2023,
  - le spectromètre à neutrons NSS qui mesure l'abondance de l'hydrogène sera testé in situ avant d'être embarqué à bord de l'astromobile VIPER,
  - un spectromètre de masse à piège à ions pour mesurer l'abondance des volatils à la surface de la Lune et dans son exosphère ;
- un magnétomètre pour mesurer le champ magnétique lunaire ;
- un instrument de radiotechnique pour mesurer la densité des photoélectrons dans la couche proche de la surface de la Lune ;
- trois instruments conçus pour collecter des données durant les phases de descente et d'atterrissage sur la Lune qui seront utilisées pour concevoir les futurs atterrisseurs :
  - une caméra stéréo pour mesurer les interactions entre le panache en sortie du moteur de descente et la surface de la Lune,
  - une expérience destinée à mesurer comment l'atterrissage affecte l'exosphère de la Lune,
  - un lidar doppler qui doit effectuer des mesures précises de la vitesse et de la distance durant la descente pour contribuer à la conception de systèmes d'atterrissage de précision.

### Sélection d'instruments développés par des universités et centres universitaires (juillet 2019)
Le 1er juillet 2019, la NASA sélectionne une deuxième série d'instruments proposées par des universités et d'autres instituts de recherche. Ces expériences scientifiques et technologiques doivent contribuer à préparer l'arrivée de l'homme sur le sol de la Lune en 2024. Ces instruments sont :
- l'astromobile MoonRanger. Ce petit astromobile (rover) à vitesse de déplacement élevée dispose d'une autonomie qui lui permet de s'éloigner au-delà de la portée de l'émetteur radio de l'atterrisseur. Il doit explorer la région s'étendant jusqu'à un kilomètre autour du site d'atterrissage, cartographier le terrain puis revenir à proximité de l'atterrisseur afin de transmettre les données dans le but d'améliorer de futurs systèmes d'exploration. Le responsable scientifique est Andrew Horchler de Astrobotic Technology ;
- la caméra Heimdall, un ensemble flexible de quatre caméras permettant de contribuer à des expériences scientifiques sur la Lune à bord de véhicules commerciaux. Il comprend un système d'enregistrement vidéo unique couplé avec quatre caméras : une caméra grand angle utilisée durant la descente vers le sol lunaire, une caméra dotée d'un téléobjectif pour prendre des images du régolithe et deux caméras grand angle pour réaliser des panoramas. Ces caméras sont utilisées pour déterminer les caractéristiques du sol lunaire, identifier et cartographier les formations géologiques dans le but notamment d'identifier les obstacles pouvant mettre en péril l'atterrissage ou gêner la circulation d'un engin mobile. Le responsable de cette expérience est R. Aileen Yingst du Planetary Science Institute (en) à Tucson dans l'Arizona ;
- un ordinateur radiodurci et reconfigurable. L'expérience consiste en un ordinateur radiodurci destiné à résister à l'environnement de la Lune. Le responsable de l'expérience est Brock LaMeres, de l'université d'État du Montana à Bozeman ;
- RAC (Regolith Adherence Characterization), qui doit déterminer comment le régolithe adhère à différents types de matériau qui seront exposés dans l'environnement lunaire. L'expérience dérive de MISSE, une expérience commerciale installée à bord de la Station spatiale internationale. Le responsable de l'expérience est Johnnie Engelhardt de Alpha Space Test and Research Alliance à Houston ;
- un sondeur magnéto-tellurique. Cet instrument doit mesurer la composition et la structure du manteau de la Lune en étudiant les champs électriques et magnétiques. L'instrument utilisé est un magnétomètre de rechange de la sonde spatiale MAVEN. Le responsable de l'expérience est Robert Grimm du Southwest Research Institute à San Antonio ;
- la mesure des champs électromagnétiques LuSEE (Lunar Surface Electromagnetics Experiment), un instrument de rechange de l'expérience FIELDS embarqué à bord des sondes spatiales Parker Solar Probe et MAVEN qui doivent mesurer les phénomènes électromagnétiques à la surface de la Lune. Le responsable de l'instrument est Brian Walsh de l'Université de Boston ;
- le rétro-réflecteur NGLR (Next Generation Lunar Retroreflectors), un rétroréflecteur laser destiné à mesurer avec précision la distance entre la Terre et la Lune. Le responsable de l'instrument est Douglas Currie de l'Université du Maryland à College Park ;
- le radiomètre infrarouge L-CIRIiS (Lunar Compact InfraRed Imaging System), un radiomètre qui mesure le rayonnement infrarouge afin de déterminer la composition de la surface, la distribution des températures et démontrer la capacité de l'instrument pour les activités d'exploration des ressources lunaires. Le responsable de l'expérience est Paul Hayne de l'Université du Colorado à Boulder ;
- la sonde thermique LISTER (Lunar Instrumentation for Subsurface Thermal Exploration with Rapidity), un instrument qui doit mesurer le flux de chaleur venant des profondeurs de la Lune. Il comprend une sonde qui doit être enfoncée jusqu'à une profondeur comprise entre deux et trois mètres pour mesurer les caractéristiques thermiques. Le responsable de l'expérience est Kris Zacny de Honeybee Robotics à Pasadena (Californie) ;
- le collecteur de régolite PlanetVac, une expérience visant à mettre au point la technique de collecte de régolithe et son transfert vers d'autres instruments qui doivent l'analyser puis le transférer à leur tour dans un récipient ramené sur Terre par un autre engin spatial. Le responsable de l'expérience est Kris Zacny de Honeybee Robotics, à Pasadena (Californie) ;
- le collecteur d'échantillons de sol SAMPLR (Sample Acquisition, Morphology Filtering, and Probing of Lunar Regolith), une autre expérience technologique visant à mettre au point un système de collecte d'échantillons de sol lunaire. Elle utilise un bras de rechange de l'astromobile Mars Exploration Rover. Le responsable de l'expérience est Sean Dougherty de Maxar Technologies à Westminster (Colorado).

## Sélection et déroulement des missions

### Première mission du programmeCLPSet vol inaugural de l'atterrisseurPeregrine: l'échec de la missionPG-1(2024)

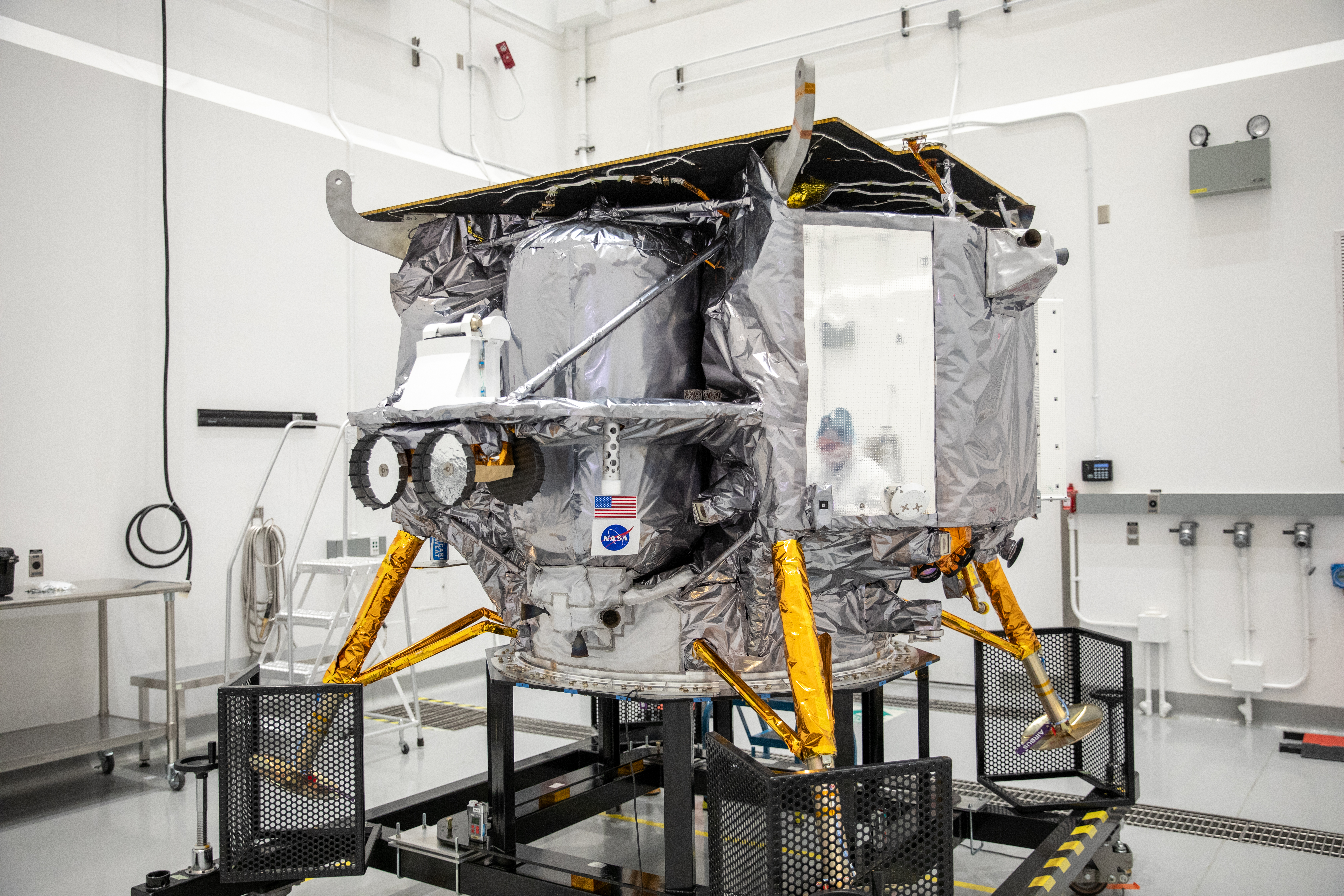
L'atterrisseur lunaire Peregrine peu avant son intégration avec son lanceur Vulcan pour le vol inaugural.

La première mission du programme CLPS, baptisée Peregrine Mission One, est confiée par la NASA à la société Astrobotic Technology en mai 2019 pour un montant qui est à l'origine de 79,5 millions US$. L'atterrisseur Peregrine doit se poser à la surface de la Lune dans une région située près des dômes de Gruithuisen au nord-est de l'Océan des Tempêtes. Les données recueillies sur ce site permettront ainsi de compléter celles fournies par la suite instrumentale Lunar-VISE, qui doit être déposée dans la même région par un vol CLPS programmé plus tard.
La charge utile est constituée d'un détecteur de rayonnement (LETS), d'un magnétomètre fluxgate, d'un spectromètre infrarouge (NIRVSS), d'un spectromètre à neutrons (NMLS), cellules solaires expérimentales (PILS), d'un spectromètre de masse (PITMS), d'un instrument mesurant les impacts thermiques, physiques et chimique de l'atterrissage sur le régolithe (SEA), d'un réflecteur laser (LRA), d'un lidar doppler (NDL), d'une suite instrumentale constituée de nano-robots (COLMENA), d'un petit astromobile (Iris), d'un détecteur de radiations (M-42) et d'un instrument de navigation (TRN).
L'atterrisseur Peregrine est placé  en orbite le 8 janvier 2024 par une fusée Vulcan Centaur, dont c'est le vol inaugural. Celle-ci décolle du complexe de lancement 41 de la base de Cap Canaveral en Floride. Plusieurs heures après le lancement, l'atterrisseur ne parvient pas à stabiliser son orientation qui découle d'une vanne contrôlant l'alimentation ouverte restée en position ouverte. Cet incident épuise les ergols, ne permettant plus à l'engin spatial de remplir sa mission. Les contrôleurs décident de mettre fin à celle-ci et déclenchent la rentrée atmosphérique et sa destruction,.

### Premier vol de l'atterrisseur Nova-C: demi-succès de la missionIM-1(2024)

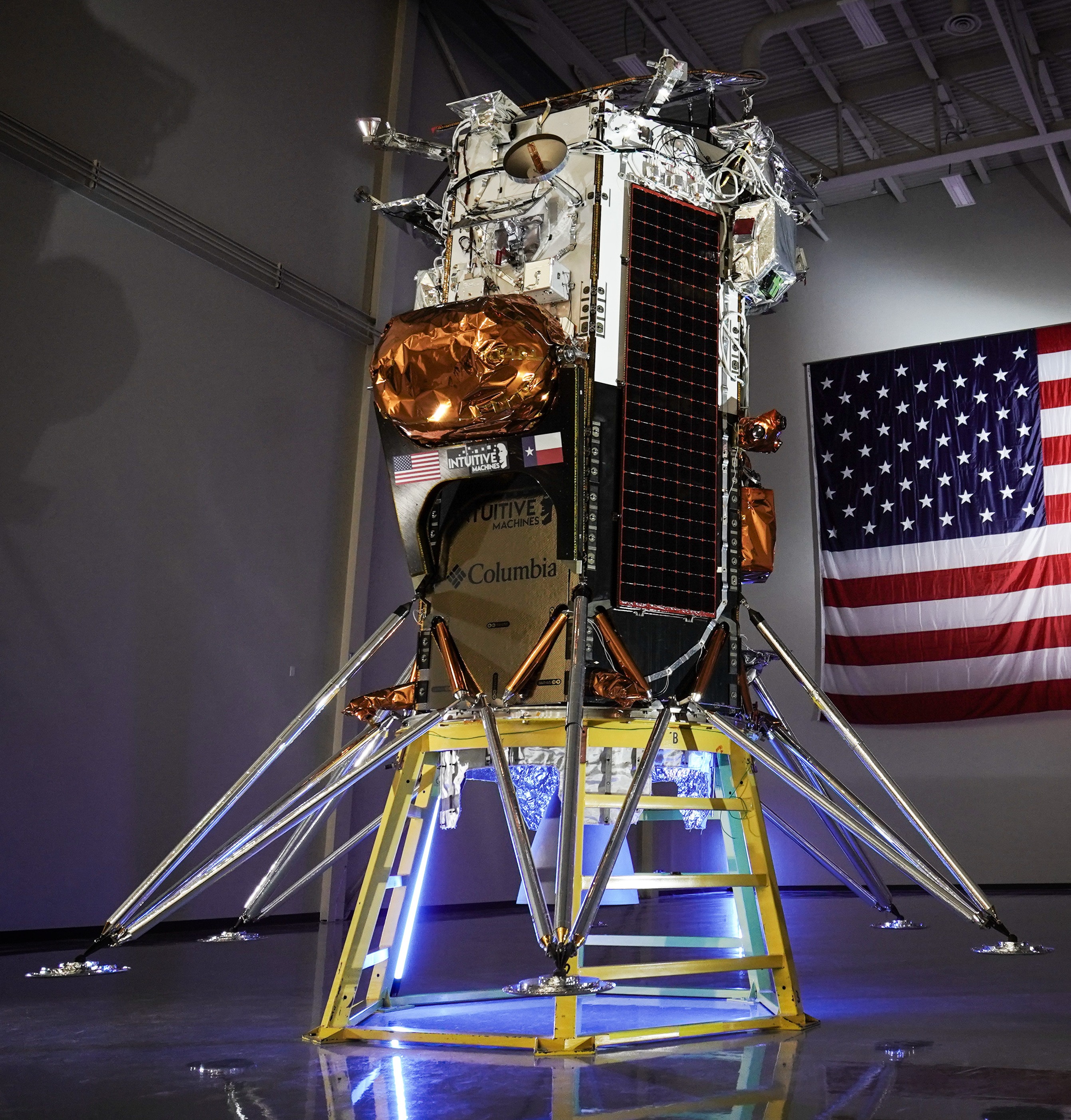
L'atterrisseur utilisé pour sa première mission IM-1.

La deuxième mission du programme CLPS, baptisée Intuitive Machines Mission One, a été confiée par la NASA à la société Intuitive Machines en mai 2019 pour un montant de 77 millions US$. L'atterrisseur Nova-C doit atterrir au niveau de la latitude 20° entre les Mare Serenitatis et Mare Crisium et la durée de la mission est de 14 jours.
L'atterrisseur emporte six instruments fournis par la NASA : l'équipement de navigation LN-1, l'ensemble de quatre caméras SCALPSS), le récepteur radio ROLSES pour mesurer la densité des photoélectrons, le lidar NDL utilisé pour estimer la vitesse et la distance au sol durant la phase d'atterrissage, le détecteur radio RFMG mesurant le niveau des ergols dans les réservoirs de l'atterrisseur et petit réflecteur laser. Il emporte également six charges utiles sont fournies par différentes institutions ou entreprises dont un revêtement thermique expérimental et une caméra larguée peu avant l'atterrissage pour photographier le panache de poussière soulevé par celui-ci (EagleCAM).
La mission Intuitive Machines One décolle du centre spatial Kennedy le 15 février 2024 et est placée sur orbite par un lanceur Falcon 9. Mais l'atterrissage sur la Lune, qui a lieu le 22 février, ne se déroule pas comme prévu, car l'engin bascule sur le côté à cause d'une vitesse trop importante à l'arrivée. Du fait de sa position semi-couchée, plusieurs équipements ne peuvent pas fonctionner. Ce résultat en demi-teinte du programme CPLS, qui intervient après l'échec de la première mission Peregrine Mission One un mois plus tôt, jette un certain doute sur la décision de la NASA de confier à des partenaires extérieurs l'ensemble de la conception des missions robotiques lunaires.

### Premier vol de l'atterrisseur Blue Ghost: missionBG-1(2025)

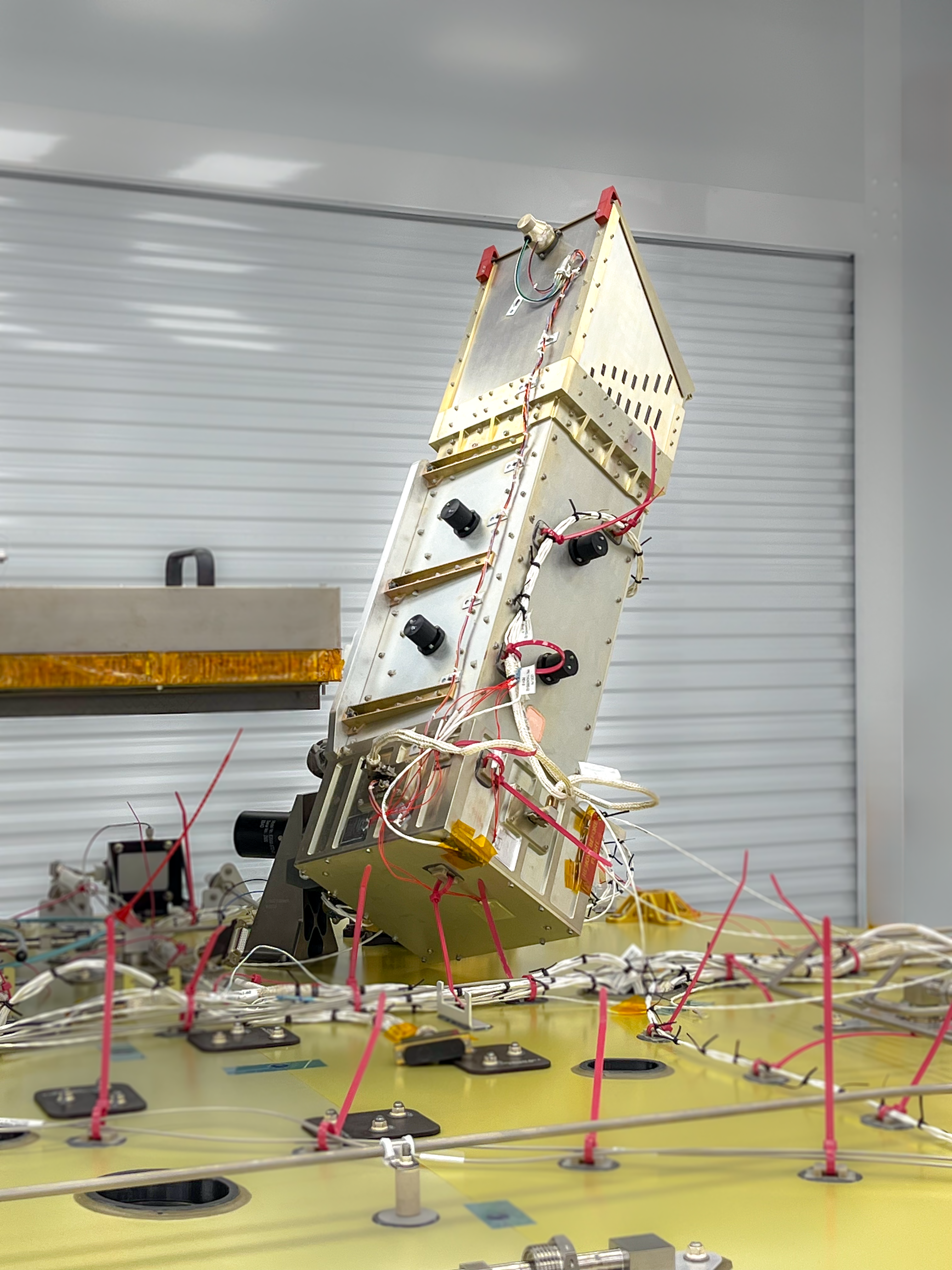
télescope à rayons X mous LEXI.

La première  mission développée par le constructeur Firefly Aerospace est Blue Ghost 1 (BG-1), attribuée par la NASA en mars 2023 pour un montant de 93,3 million $. La mission doit déposer dix instruments représentant une masse totale de 94 kilogrammes à la surface du bassin lunaire de la Mare Crisium. La mission, programmée initialement en 2023, est lancée le 15 janvier 2025 par une fusée Falcon 9 transportant également l'atterrisseur lunaire Hakuto-R. Les instruments et équipements constituant la charge utile comprennent un système de collect de régolite (PlanetVac), un rétro-réflecteur (NGLR), un télescope à rayons X (LEXI), un ordinateur durci (RadPC), un sondeur magnétotellurique (LMS), une sonde de température (LISTER), un système de prélèvement d'échantillons de sol lunaire (LPV), des caméras stéréoscopiques (SCALPSS), un bouclier anti-poussières lunaires (EDS) et un récepteur GPS (LuGRE),.

### MissionIM-2(prévue en 2025)
La deuxième mission développée par le constructeur Intuitive Machines est  Intuitive Machines 2 (IM-2), est attribuée par la NASA en octobre 2020 pour un montant de 47 millions US$. Elle est  planifiée pour le 1er trimestre 2025. Elle doit être placé en orbite par une fusée Falcon 9 qui emportera également l'orbiteur lunaire Lunar Trailblazer. L'engin spatial se posera dans le cratère Shackleton près du pôle Sud de la Lune. Elle emporte la foreuse TRIDENT permettant de prélever une carotte du sol lunaire à une profondeur de 1 mètre qui sera analysée par le spectromètre de masse quadripôle MSolo dans le but tenter de détecter la présence d'eau dans le sol.

### Mission IM-3 (prévue en 2026)
La troisième mission développée par le constructeur Intuitive Machines est  Intuitive Machines 3 (IM-3), est attribuée par la NASA en novembre 2021 pour un montant de 77,5 millions US$. Elle est initialement planifiée pour le 1er trimestre 2024 mais pourrait voler en 2025. Elle doit transporter sur le site lunaire de Reiner Gamma 92 kilogrammes d'instruments dont plusieurs petits astromobiles,un rétro-réflecteur laser fourni par l'Agence spatiale européenne (MoonLIGHT) et un détecteur de particules  à hautes énergies (LUSEM). L'objectif principal est l'étude de cette formation géologique très particulière (formation d'albédo).

### MissionSERIES 2vers la face cachée de la Lune
En juin 2022, l'agence spatiale américaine sélectionne l'institut de recherche Draper de Cambridge pour le développement de la mission robotique SERIES-2. Celle-ci, qui devrait être la huitième mission du programme CLPS, doit se poser en 2025 dans le cratère Schrödinger sur la face cachée de la Lune près du pôle Sud. Ce bassin d'impact est relativement jeune pour la Lune, car il remonte à environ 3,8 millions d'années, et il est un des rares sites à la surface de la Lune qui présente des traces relativement récentes d'activité volcanique. La mission doit étudier les caractéristiques de la surface et de l'intérieur de la Lune (flux thermique, sismicité). L'atterrisseur APEX 1.0, qui sera conçu par la société japonaise ispace technologies sur la base de ses petits atterrisseurs lunaires Hakuto-R dont le vol inaugural a lieu fin 2022, emporte trois instruments représentant une masse totale de 65 kilogrammes. C'est la première fois que l'agence spatiale américaine posera un engin spatial sur la face cachée de la Lune, une première réalisée récemment par la Chine. Le contrat souscrit porte sur un montant de 73 millions $.

### MissionBG-2(prévue en 2026)
La deuxième  mission développée par le constructeur  Firefly Aerospace est Blue Ghost 2 (BG-2), attribuée par la NASA en mars 2023 pour un montant de 112 millions $. Elle doit placer en orbite lunaire un satellite relais Lunar Pathfinder développé par l'Agence spatiale européenne et à la surface de la Lune sur sa face cachée deux expériences. L'une de celles-ci est un prototype de récepteur radio (LuSEE-Night) qui doit profiter de l'absence de bruit de fond sur la face cachée de la Lune pour détecter les des émissions radio produits durant la période des Âges sombres  (jusqu'à 400 millions d'années après le Big Bang). Lunar Pathfinder servira de relais entre la Terre et la Lune pour les communications émises par les différents engins et expériences situés à la surface ou en orbite autour de la Lune. La mission est planifiée en 2026. Pour réaliser celle-ci, un étage Elytra Dark fourni par Firefly Aerospace prend en charge le transfert des charges utiles (atterrisseur Blue Ghost et satellite Lunar Pathfinder) et après avoir délivré celles-ci reste en orbite lunaire et sert de relais de communications et de dispositif d'étalonnage pour Blue Ghost et les expériences déposées en surface,.

### MissionIM-4(prévue en 2027)
La quatrième mission développée par le constructeur Intuitive Machines est Intuitive Machines 4 (IM-4), attribuée par la NASA en aout 2024 pour un montant de 116,9 millions US$. Elle doit déposer sur le sol lunaire près du cratère Malapert A, situé au pôle sud sur la face cachée de la Lune, six expériences scientifiques. La mission est programmée pour 2027. Les instruments, d'une masse totale de 79 kilogrammes comprennent une expérience de biologie, une suite instrumentale formé par une foreuse permettant de prélever un échantillon de sol à un mètre de profondeur et un mini laboratoire  fournie par l'Agence spatiale européenne, un rétro-réflecteur laser, une expérience  destinée à mesurer les altérations thermiques, physiques et chimiques du régolithe ainsi que les contaminations de celui-ci provoqués par l'atterrissage, un magnétomètre fluxgate et un radiomètre imageur infrarouge.

### MissionBG-3(prévue en 2028)
La troisième mission développée par le constructeur Firefly Aerospace est Blue Ghost 3 (BG-3), attribuée par la NASA en décembre 2024 pour un montant de 179 millions $. Elle doit déposer six expériences représentant une masse totale de 97 kilogrammes à la surface de la Lune dans la région de Mons Gruithuisen Gamma, sur la face visible du satellite. La charge utile est constituée d'une suite d'instruments pour étudier les roches et le régolithe (LVISE), une caméra (Heimdall), un système de collecte d'échantillon de sol (LVISE), un récepteur radio (LRONSLS), un prototype de cellules photovoltaïque et un spectromètre à neutrons. La mission est programmée en 2028,.

## Caractéristiques techniques des atterrisseurs du programmesCLPS
Les premières missions CLPS auront une taille et une durée de vie limitée : les atterrisseurs devront pouvoir déposer au minimum 10 kilogrammes d'instrumentation scientifique à la surface de la Lune. Ils ne seront pas capables de survivre plus de 15 jours à cause de la chute de la température (−156 °C) durant la nuit lunaire (durée 15 jours terrestres). La NASA souhaite que les sociétés sélectionnées parviennent à développer par la suite des atterrisseurs plus gros capables de transporter des astromobiles et d'atterrir dans les régions polaires et sur la face cachée de la Lune.

### AtterrisseurPeregrinedeAstrobotic Technology
Astrobotic Technology, dont le siège est à Pittsburgh, développe l'atterrisseur Peregrine avec le soutien de Airbus Defense and Space et Dynetics. Comme Team Indus (en), Astrobotic était un des compétiteurs du Google Lunar X Prize. L'atterrisseur fait 1,9 mètre de haut pour 2,5 mètres de diamètre. Sa masse est 1 400 kilogrammes (ergols compris) et il peut déposer une charge utile de 90 kilogrammes sur le sol lunaire. La NASA doit verser à la société 75,9 millions $ pour la dépose sur le sol lunaire de 14 charges utiles. Le premier atterrissage est programmé en juillet 2021 dans le cratère de Lacus Mortis.

### AtterrisseurNova-Cde Intuitive Machines

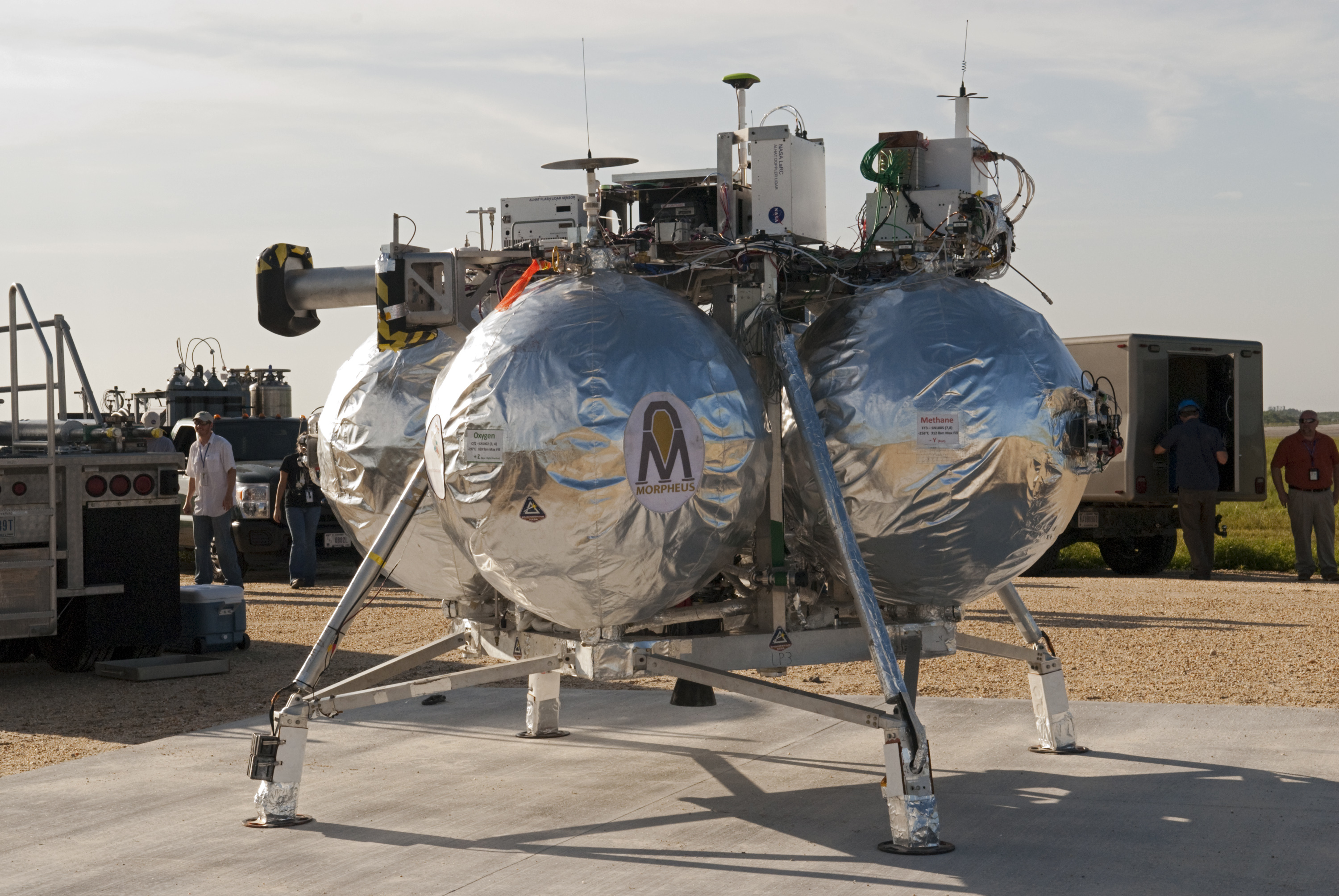
L'atterrisseur Nova-C est issu du démonstrateur du programme Morpheus développé par la NASA entre 2012 et 2014.

Intuitive Machines est une société créée à Houston en 2013 par un entrepreneur du secteur aérospatial et deux anciens ingénieurs de la NASA. Son atterrisseur Nova-C, haut de trois mètres, est le plus imposant des trois engins. Il dérive du démonstrateur développé par des ingénieurs de la NASA dans le cadre du projet Morpheus qui a permis de tester un atterrisseur utilisant une propulsion utilisant le méthane entre les années 2012 et 2014. Nova-C peut déposer 100 kilogrammes de charge utile à la surface de la Lune. Contrairement aux deux autres atterrisseurs qui utilisent des ergols hypergoliques stockables, les propulseurs brûlent des ergols cryogéniques (méthane liquide et oxygène liquide) qui permettent d'atteindre des performances élevées au prix d'une complexité accrue. La poussée est modulable. Des tirs sur banc d'essais sont déjà en cours à la date de sélection. Nova-C est capable d'atteindre n'importe quelle latitude de la Lune. Le premier vol, reposant sur un planning volontairement tendu, est prévu pour juillet 2021. La NASA s'est engagée à verser 77 millions $ pour la dépose de cinq instruments dans l'Océan des Tempêtes.

### AtterrisseurBlue GhostdeFirefly
Pour répondre à l'appel d'offres de la NASA, Firefly Aerospace choisit de s'associer en juillet 2019 avec la société israélienne IAI qui a développé l'atterrisseur lunaire Beresheet pour le Google Lunar X Prize. Cet engin spatial a déjà volé en 2019 mais à la suite de la défaillance d'un gyroscope, il s'est écrasé à la surface de la Lune.
L'engin de Firefly est initialement baptisé Genesis (traduction en anglais de Beresheet).
Cependant, en 2021, en raison de l'évolution des exigences du CLPS, Firefly détermine que Genesis ne répond plus aux exigences de la NASA et commence à travailler sur une nouvelle conception d'atterrisseur lunaire appelée Blue Ghost (Phausis reticulata (en), une espèce de luciole, en anglais : firefly), mais la collaboration avec IAI est maintenue. Initialement, il doit être placé en orbite par la fusée Firefly Alpha en cours de développement par la société, mais la puissance de celle-ci s'avère insuffisante pour transporter la charge utile de la NASA. Firefly Aerospace évoque son lanceur Beta mais celui-ci est à un stade de développement encore moins avancé,, et décide en mars 2021 de confier le lancement de l'atterrisseur lunaire à la fusée Falcon 9 de SpaceX. Celle-ci permet d'économiser les ergols de Blue Ghost dont la capacité d'emport passe de 100 à 150 kg. La capacité excédentaire doit être commercialisée.
Blue Ghost peut emporter une charge utile de 150 kilogrammes à la surface la Lune, dont 100 kilogrammes sont réservés par la NASA dans le cadre de sa première mission. Sa durée de vie est limitée à une journée lunaire, soit 14 jours, car son alimentation électrique (panneaux solaires et batterie) n'est pas conçue pour faire face à une période aussi longue d'absence de rayonnement solaire durant la nuit lunaire. L'énergie, qui est fournie par des panneaux solaires fixes montés sur le corps de l'engin, qui produisent 450 watts (300 watts disponibles pour les charges utiles en surface), est stockée dans des batteries lithium-ion. La propulsion principale est prise en charge par des moteurs-fusées à ergols liquides brûlant des ergols hypergoliques (MMH / peroxyde d'azote). Les communications avec la Terre sont assurées en bande X par une antenne grand gain et plusieurs antennes à faible gain. Le débit est de 10 mégabits par seconde sur la liaison descendante (antenne sur Terre de 13 mètres de diamètre) et de 2 kilobits par seconde sur la liaison montante.

### AtterrisseurGriffindeAstrobotic Technology
L'atterrisseur Griffin de Astrobotic Technology est un engin spatial basé sur la plateforme de l'atterrisseur Peregrine qui a été adaptée pouvoir déposer sur la Lune des équipements beaucoup plus lourds (charge utile maximale de 625 kg contre 100 kg pour Peregrine). Sa masse totale (charge utile comprise) est de six tonnes. La configuration de l'atterrisseur peut être modifiée pour s'adapter aux charges utiles et à la latitude du site d'atterrissage. Pour les missions à destination des pôles de la Lune (éclairage rasant), les panneaux solaires sont fixés sur les faces latérales alors que pour les missions visant des sites aux latitudes équatoriales ou moyennes, les panneaux solaires sont fixés sur le dessus. Sa durée de vie est de 14 jours, c'est-à-dire qu'il n'est pas conçu pour survivre au-delà d'une journée lunaire (14 jours terrestres). La propulsion comprend d'une part quatre moteurs-fusées à ergols liquides d'une poussée unitaire de 3,1 kN qui sont utilisés pour les manœuvres principales et la descente vers le sol lunaire et dont la poussée est modulable et d'autre part 12 moteurs-fusées de 111 newtons, regroupés par grappe de trois, prennent en charge le contrôle d'attitude avec six degrés de liberté. Tous ces moteurs sont alimentés par mise sous pression des réservoirs. Ils brûlent un mélange hypergolique d'hydrazine et de MON. Le système de contrôle d'attitude comprend un lidar Doppler pour déterminer la distance du sol et la vitesse de descente. La première mission de Griffin embarquera également l'instrument OPAL qui utilise des photos de la surface de la Lune pour déterminer la position précise de Griffin et effectuer un atterrissage de précision,. Pour sa première mission, la dépose de l'astromobile VIPER près du pôle sud, l'astromobile est installé au sommet de l'atterrisseur. Celui-ci dispose de deux rampes mobiles qui sont abaissées après l'atterrissage sur la Lune et qui permettent de débarquer VIPER d'un côté ou de l'autre de Griffin.

### AtterrisseurXL-1de Masten (abandonné)
Masten Space Systems, sélectionnée en avril 2020, développe l'atterrisseur XL-1. Celui-ci doit dériver de prototypes d'atterrisseur que la société développe depuis sa création en 2004. Le XL-1 peut emporter plusieurs centaines de kilogrammes de charge utile. La NASA n'ayant besoin que de 80 kilogrammes de charge utile, le reste sera destiné à d'autres clients. Le premier vol, qui doit avoir lieu en 2022, emportera un ensemble de caméras, un bras télécommandé muni d'une écope, un radiomètre, des instruments permettant de déterminer la composition de la surface, un instrument de mesure des rayonnements, un rétroréflecteur qui doit faciliter la navigation des futures missions lunaires et un petit rover développé avec des capitaux privés qui emporte un spectromètre à neutrons permettant de détecter la présence d'hydrogène (et donc d'eau) dans le sol lunaire.

### L'atterrisseur Z-01 de OrbitBeyond (abandonné)

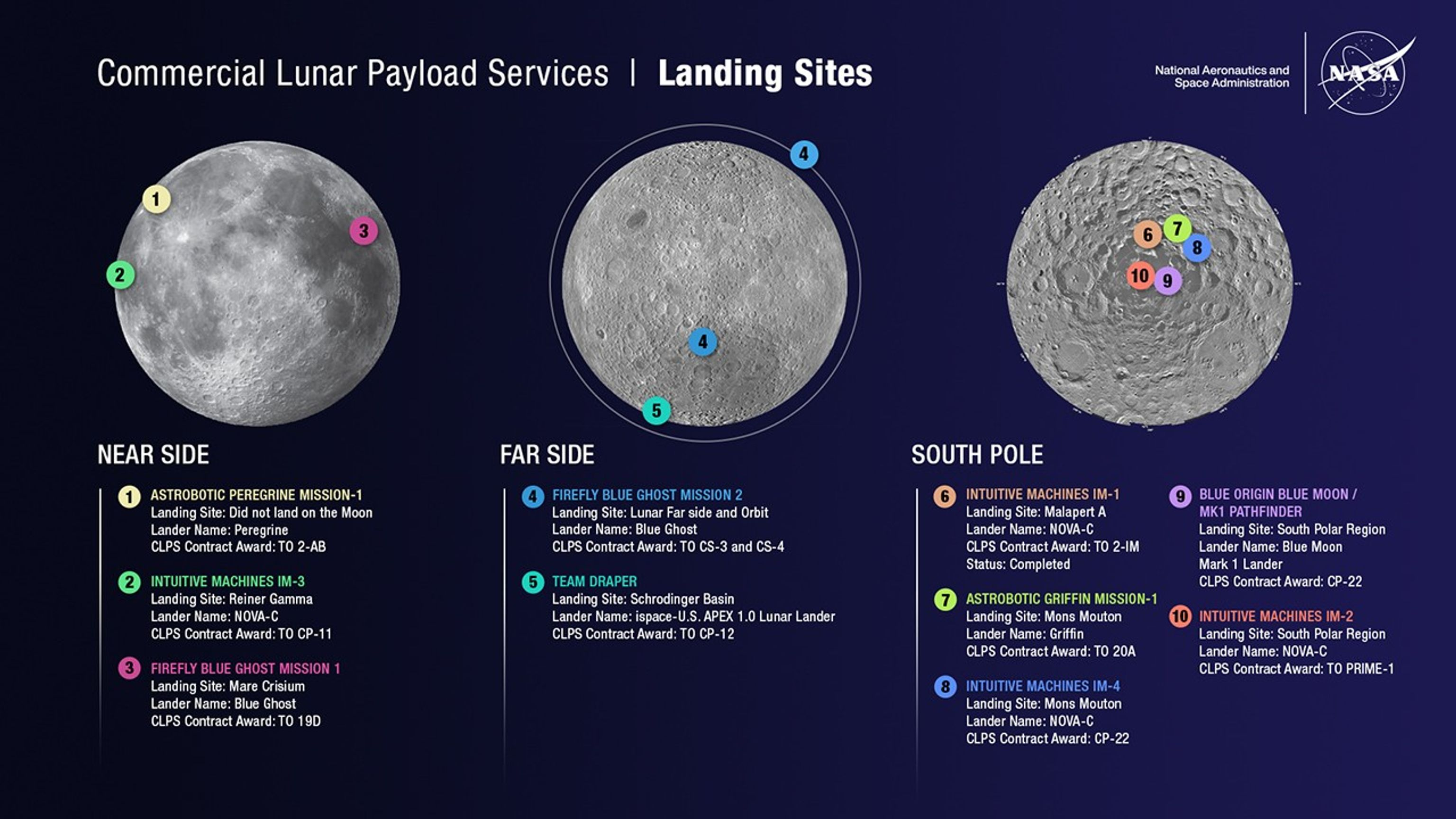
Missions CLPS et sites d'atterrissage à la surface de la Lune tels que prévus en octobre 2024.

OrbitBeyond (en) est une société du New Jersey qui réunit plusieurs sous-traitants dont le plus connu est Team Indus (en), une entreprise indienne chargée de la conception de l'atterrisseur qui était l'un des compétiteurs les plus avancés du Google Lunar X Prize. L'intégration de la charge utile est prise en charge par Honeybee Robotics (en), une société qui a déjà construit des composants de plusieurs sondes spatiales martiennes de la NASA. La NASA doit verser 97 millions $ pour la dépose de quatre charges utiles sur le sol lunaire. L'atterrisseur Z-01, qui reprend la conception de l'engin développé par Team Indus, peut déposer une charge utile de 40 kilogrammes sur le sol lunaire. La société a prévu de déposer également sur le sol un petit astromobile équipé d'une caméra stéréo pour ses propres besoins de mise au point technique. Un modèle d'ingénierie est déjà disponible et l'atterrisseur devrait effectuer une première tentative atterrissage dès septembre 2020. Il doit être lancé par une fusée Falcon 9 de SpaceX.

## Tableau synthétique des missions réalisées et planifiées
| Désignation                           | Date de lancement | Société               | Atterrisseur | Lanceur      | Charge utile | Site d'atterrissage                             | Remarques | Statut | Références |
| ------------------------------------- | ----------------- | --------------------- | ------------ | ------------ | --- | ----------------------------------------------- | --- | --- | ---------- |
| Missions réalisées ou en cours        |                   |                       |              |              | |                                                 | | |            |
| Peregrine Mission One                 | 8 janvier 2024    | Astrobotic Technology | Peregrine    | Vulcan       | Transporte 28 charges utiles distinctes dont 14 de la NASA au titre du programme CLPS. Masse de Peregrine 1 283 kg, charge utile 256 kg. | Lacus Mortis                                    | Mission attribuée en mai 2019. Contrat de 79,5 M. USD                                                                                  | Échec : ne parvient pas à quitter l'orbite terrestre                                                         | [ 52 ]     |
| Intuitive Machines Mission One (IM-1) | 15 février 2024   | Intuitive Machines    | Nova-C       | Falcon 9     | Transporte six charges utilises pour la NASA et cinq charges utiles d'autres clients privés. Masse de Odysseus de 1 900 kg               | Mare Serenitatis et Mare Crisium                | Durée de la mission 14 jours. Mission attribuée en mai 2019                                                                            | Succès partiel Alunissage de l'engin spatial sur le flanc rendant une partie des charges utiles inopérantes. | ,          |
| Blue Ghost M1                         | 15 Janvier 2025   | Firefly Aerospace     | Blue Ghost   | Falcon 9     | 10 charges utiles | Mare Crisium                                    | Mission attribuée en février 2021 | En cours | ,          |
| Missions planifiées                   |                   |                       |              |              | |                                                 | | |            |
| Intuitive Machines Mission 2 (IM-2)   | Février 2025      | Intuitive Machines    | Nova-C       | Falcon 9     | Foreuse PRIME-1 associée à un spectromètre de masse dans le but de tenter de détecter la présence de glace.                              | Shackleton                                      | Mission attribuée en octobre 2020. | En développement                                                                                             | [ 57 ]     |
| Griffin                               | fin 2025          | Astrobotic Technology | Griffin      | Falcon Heavy | Simple démonstrateur technologique. La dépose de l'astromobile VIPER de 430 kg a été abandonnée                                          | Pôle sud de la Lune.                            | Mission attribuée en juin 2020. Premier vol de la version plus puissante de l'atterrisseur Griffin. Le contrat est de 199,5 millions $ | En développement                                                                                             | [ 58 ]     |
| Intuitive Machines 3 (IM-3)           | 2026              | Intuitive Machines    | Nova-C       | Falcon 9     | 92 kilogrammes d'instruments dont MoonLIGHT, un rétroréflecteur laser de l'Agence spatiale européenne.                                   | Reiner Gamma                                    | Mission attribuée en novembre 2021. | En développement                                                                                             | [ 59 ]     |
| Blue Ghost M2                         | 2026              | Firefly Aerospace     | Blue Ghost   | Falcon 9     | 3 charges utiles dont le satellite Lunar Pathfinder de l'Agence spatiale européenne                                                      | Face cachée de la Lune                          | Mission attribuée en mars 2023 pour 112 millions $                                                                                     | En développement                                                                                             | [ 40 ]     |
| Intuitive Machines 4 (IM-4)           | 2027              | Intuitive Machines    | Nova-C       | Falcon 9     | 79 kilogrammes d'instruments dont MoonLIGHT un rétroréflecteur laser de l'Agence spatiale européenne.                                    | Malapert A                                      | Mission attribuée en aout 2024 pour 116,9 millions $.                                                                                  | En développement                                                                                             | [ 42 ]     |
| Blue Ghost M3                         | 2028              | Firefly Aerospace     | Blue Ghost   | Falcon 9     | 6 charges utiles | Mons Gruithuisen Gamma                          | Mission attribuée en décembre 2024 pour 179 millions $                                                                                 | En développement                                                                                             | ,          |
| SERIES-2                              | vers 2026         | Draper                | APEX 1.0     | ?            | 65 kilogrammes d'instruments scientifiques.                                                                                              | Cratère de Schrödinger (face cachée de la Lune) | Mission sélectionnée en juin 2022. Des satellites seront mis en place pour relayer les données entre l'atterrisseur et la Terre.       | En développement                                                                                             |            |
| Mission(s) annulée(s)                 |                   |                       |              |              | |                                                 | | |            |
| Masten Mission One                    |                   | Masten Space          | XL-1         | Falcon 9     | Doit déposer environ 100 kg d'instruments et d'équipements                                                                               | Pôle Sud de la Lune                             | Mission attribuée en avril 2020. Mission annulée à la suite de la faillite de la société MASTEN                                        | Abandon | ,          |